# سان کوئنتین (کالیفرنیا)
سان کوئنتین (به انگلیسی: San Quentin) یک منطقهٔ مسکونی در ایالات متحده آمریکا است که در شهرستان مارین، کالیفرنیا واقع شده‌است. سان کوئنتین ۹ متر بالاتر از سطح دریا واقع شده‌است.